# Rujbane
Rujbane (em árabe: مع روجبان; romaniz.: Ar Rujbān) é uma localidade do distrito de Jabal Algarbi, na Líbia. Está a 2 quilômetros de Aulad Attia, 2,4 de Aulade Jabir e 3,6 de Aulade Abdul Jalil.

## Guerra Civil Líbia
Em agosto de 2011, durante a Guerra Civil Líbia, pinturas caricaturando Muamar Gadafi foram feitas em Rujbane. Em outubro de 2016, chefes militares de Gariã, Jefrém, Jadu, Quicla, Rujbane e Axguiga participaram em encontro em Gariã no qual se decidiu a união das forças locais sob comando conjunto dos generais brigadeiros Alrama Suaisi e Maomé Xataíba. Em junho de 2017, com a divisão da Universidade da Montanha Ocidental em duas, e com a subsequente criação das Universidades de Gariã e Zintane, a Faculdade de Contabilidade sediada em Rujbane ficará sob jurisdição de Zintane. Antes disso, em maio, Açaguir, um dos membros do governo, visitou Zintane e Rujbane para inspecionar o trabalho de autoridades judiciais nessas localidades.